# Bicep
Bicep — музыкальный коллектив из Белфаста, Северная Ирландия, состоящий из двух участников: Энди Фергюсона и Мэтта Макбрайара, созданный в 2009 году. Друзья с детства, Энди и Мэтт создали блог «Feel My Bicep», в котором размещали старые и забытые треки других исполнителей в стилях диско, чикагский хаус, детройт-техно и итало-диско.
Bicep выпускали треки на лейблах Throne of Blood, Traveler Records и Mystery Meat, прежде чем присоединиться к Aus Music Уилла Саула и создать собственный лейбл Feel My Bicep в сентябре 2012 года. В этом же году пара была удостоена награды «Best of British Breakthrough DJ» от журнала DJ Magazine .
В 2014 году дуэт переехал в новую студию в Шордитче.
В 2015 году дуэт впервые выступил на фестивале AVA в Белфасте, на котором был записан лайв Boiler Room.
После подписания контракта с независимым британским лейблом Ninja Tune, в 2017 году Bicep выпустили свой дебютный одноимённый альбом, который занял 20 место в британском альбомном чарте и получил положительные отзывы таких изданий, как Pitchfork, The Guardian, Resident Advisor и Mixmag.

## Дискография
- 2017 — Bicep
- 2021 — Isles